# Орловский железнодорожный техникум
Орловский филиал ФГБОУ ВО «Петербургский государственный университет путей сообщения»
Основан в 1922 году, готовит специалистов для железнодорожного транспорта по 4 специальностям.

## История
В октябре 1922 году был подписан приказ об открытии «Орловского путейного техникума» Техникум располагался в здании школы № 48 на улице Пушкина. В 1924 году техникум был переквалифицирован в «эксплуатационный». Первыми директорами были Сытин и Потапов (имена неизвестны). В 1926 году техникум был переведён в здание бывшей духовной семинарии, построенное в 1827 году.
В довоенные годы техникум шёл по пути развития материальной базы учебного заведения. В 1929 году техникумом руководил Ростовцев, который передал большой опыт работы своему преемнику Н. Г. Киселеву. В 1930 году в техникуме открылось отделение «тягового хозяйства», в котором готовили машинистов поездов. Техникум работал на хозрасчёте. В 1935 году директором техникума был назначен А. Г. Кисель. В этот период были технически переоснащены кабинеты и лаборатории. В 1941 году в здании техникума был размещен госпиталь и произведена эвакуация оборудования в подвальные помещения. В связи с этим студентов перевили в школу № 7. В ночь с 28 на 29 сентября 1941 года был получен приказ начальника железной дороги о полной эвакуации техникума в город Актюбинск Алтайского края. В период оккупации здание учебного учреждения подвергалось эксплуатации немецкими захватчиками. Печное отопление техникума к тому времени было разрушено, и чтобы не замерзнуть немцы сожгли всю имеющуюся мебель, а затем вырубили парк. Поэтому все деревья около техникума посажены в послевоенное время. При отступлении фашисты пытались несколько раз взорвать здание техникума, но в результате разрушения получило только одно крыло. В 1943 году директором Ецевичем и завхозом Воскресенским было возвращено учебное оборудование из Актюбинска.
Здание было восстановлено в 1951 году, и в этот же год техникум начал работу. Вместе с ним начала работать дорожная школа по подготовке специалистов. В 1951 году техникумом начал руководить И. И. Воронин, который занимал этот пост до сентября 1977 года. В это время в техникуме была открыта новая специальность «Автоматика и телемеханика на железнодорожном транспорте», но вскоре она была закрыта и была возобновлена в 1960 году. В 1974 году была открыта специальность «Проводная связь на транспорте». В 1969 году было открыто новое общежитие.
В 2006 году присоединён к Московскому государственному университету путей сообщения (МИИТ) в качестве филиала. В 2017 году Орловский филиал МИИТ ликвидирован, на его месте образован Орловский филиал Санкт-Петербургского государственного университета путей сообщения.

## Специальности
Подготовка специалистов со средним профессиональным образованием для железнодорожного транспорта осуществляется по 4 специальностям:
- технологическая связь на железнодорожном транспорте;
- автоматика, телемеханика и управление на железнодорожном транспорте;
- вычислительные машины, комплексы, системы и сети;
- организация перевозок и управление движением на железнодорожном транспорте.